# إيلين بولوك
إيلين بولوك (بالإنجليزية: Eileen Pollock)‏ هي ممثلة بريطانية، ولدت في 18 مايو 1947 في المملكة المتحدة.

## وصلات خارجية
- إيلين بولوك على موقع IMDb (الإنجليزية)
- إيلين بولوك على موقع قاعدة بيانات الأفلام السويدية (السويدية)
- إيلين بولوك على موقع قاعدة بيانات الفيلم (الإنجليزية)
- إيلين بولوك على موقع كينوبويسك (الروسية)